# پژو تیپ ۱۲۵
پژو تیپ ۱۲۵ (Peugeot Type 125) خودرویی است که سال ۱۹۱۰ تولید شده‌است.
طراحی آن خودروهای موتور جلو-محور عقب بوده است.
موتور آن ۱۱۴۸ سی‌سی است.